# Phygadeuon magnocephalus
Phygadeuon magnocephalus är en stekelart som först beskrevs av Kiss 1924.  Phygadeuon magnocephalus ingår i släktet Phygadeuon och familjen brokparasitsteklar. Inga underarter finns listade i Catalogue of Life.